# 川柿
川柿（学名：Diospyros sutchuensis）为柿科柿属下的一个种。

## 扩展阅读
- 維基物種上的相關：川柿